# NGC 3642
NGC 3642 (другие обозначения — UGC 6385, MCG 10-16-128, ZWG 291.62, IRAS11194+5920, PGC 34889) — галактика в созвездии Большая Медведица.
Этот объект входит в число перечисленных в оригинальной редакции «Нового общего каталога».
Галактика NGC 3642 входит в состав группы галактик NGC 3610. Помимо NGC 3642 в группу также входят ещё 12 галактик.
Галактика NGC 3642 входит в состав группы галактик NGC 3642. Помимо NGC 3642 в группу также входят NGC 3610, NGC 3619, NGC 3674 и NGC 3683.
Эта спиральная галактика имеет три кольца, но не имеет перемычки. Предположительно, NGC 3642 недавно поглотила маломассивную, но богатую газом карликовую галактику.